# Saline Island
Saline Island är en ö i Grenada. Den ligger i den nordöstra delen av landet, 50 km nordost om huvudstaden Saint George's. Arean är 0,30 kvadratkilometer.
Terrängen på Saline Island är platt. Öns högsta punkt är 46 meter över havet. Den sträcker sig 0,6 kilometer i nord-sydlig riktning, och 0,5 kilometer i öst-västlig riktning.